# Nemacheilus pavonaceus
Nemacheilus pavonaceus är en fiskart som först beskrevs av Mcclelland, 1839.  Nemacheilus pavonaceus ingår i släktet Nemacheilus och familjen grönlingsfiskar. IUCN kategoriserar arten globalt som sårbar. Inga underarter finns listade i Catalogue of Life.